# Sylvanus (mythologie)
Pour les articles homonymes, voir Sylvanus.
Sylvanus (ou Sylvain ou Silvanus) est un dieu de la Rome antique, tutélaire des forêts. C'est un genius loci (« génie du lieu »). Le Dieu Silvanus est un dieu d'origine latine (probablement Étrusque). Il deviendra populaire assez tardivement: son arrivée date de la fin de la République romaine et il sera très apprécié durant les trois premiers siècles de l'Empire. 
Sylvanus a été rapproché de Faunus, dieu également de la nature sauvage. 

## Étymologie
Le nom Silvānus est une dérivation du latin silva « forêt, bois ». Il est apparenté aux mots latins silvester « sauvage, non cultivé », silvicola « forêts habitées » ou silvaticus « des bois ou des broussailles ». Le sens originel du mot silva est ainsi « bois sauvage et inculte ».

## Nature et fonction
À la base Silvanus est donc le Dieu des forêts et clairières. Ses fonctions vont cependant rapidement évoluer et il sera très vite associé à la vie rurale, aux berger, aux frontières des fermes puis plus largement aux frontières en général. Il sera également prié comme dieu domestique (s'apparentant ainsi aux Lares) sous la forme de Silvanus Domesticus.
Sylvanus comme Faunus président aux terres non domestiquées, celles qui sont suffisamment accessibles pour intéresser les hommes. Les paysans s'efforcent, par des sacrifices et en usant de précautions, d'employer ces divinités agrestes, qui leur permettent de multiplier leur bétail et leur fournissent le pâturage de la forêt. Sylvanus n'est probablement qu'un des aspects de Faunus, silvicola Faunus, mais il s'oppose nettement au caractère lascif de ce dernier par son éloignement des femmes.
Barbu, portant comme badine un jeune cyprès déraciné, il prête sa forêt aux bœufs du paysan. Il demeure quand la colonisation transforme cette forêt en terre cultivable et devient ainsi, paradoxalement, le dieu de la villa, de l'exploitation agricole. Il est alors, à l'occasion, « une sorte de Lare plus hirsute ».
Dans son ouvrage De agri cultura, Caton l'Ancien fait une offrande à Mars Sylvanus, au milieu d'une forêt pour la santé des bovins.
D'ordinaire, le dieu Sylvanus est représenté tenant une serpe, avec une couronne de lierre ou de pin, son arbre favori. Quelquefois, la branche de pin qui forme sa couronne est remplacée par une branche de cyprès, à cause de sa tendresse pour le jeune Cyparisse qui, selon certains auteurs, fut métamorphosé en cyprès, ou parce qu'il a le premier appris à cultiver cet arbre en Italie.

## Culte

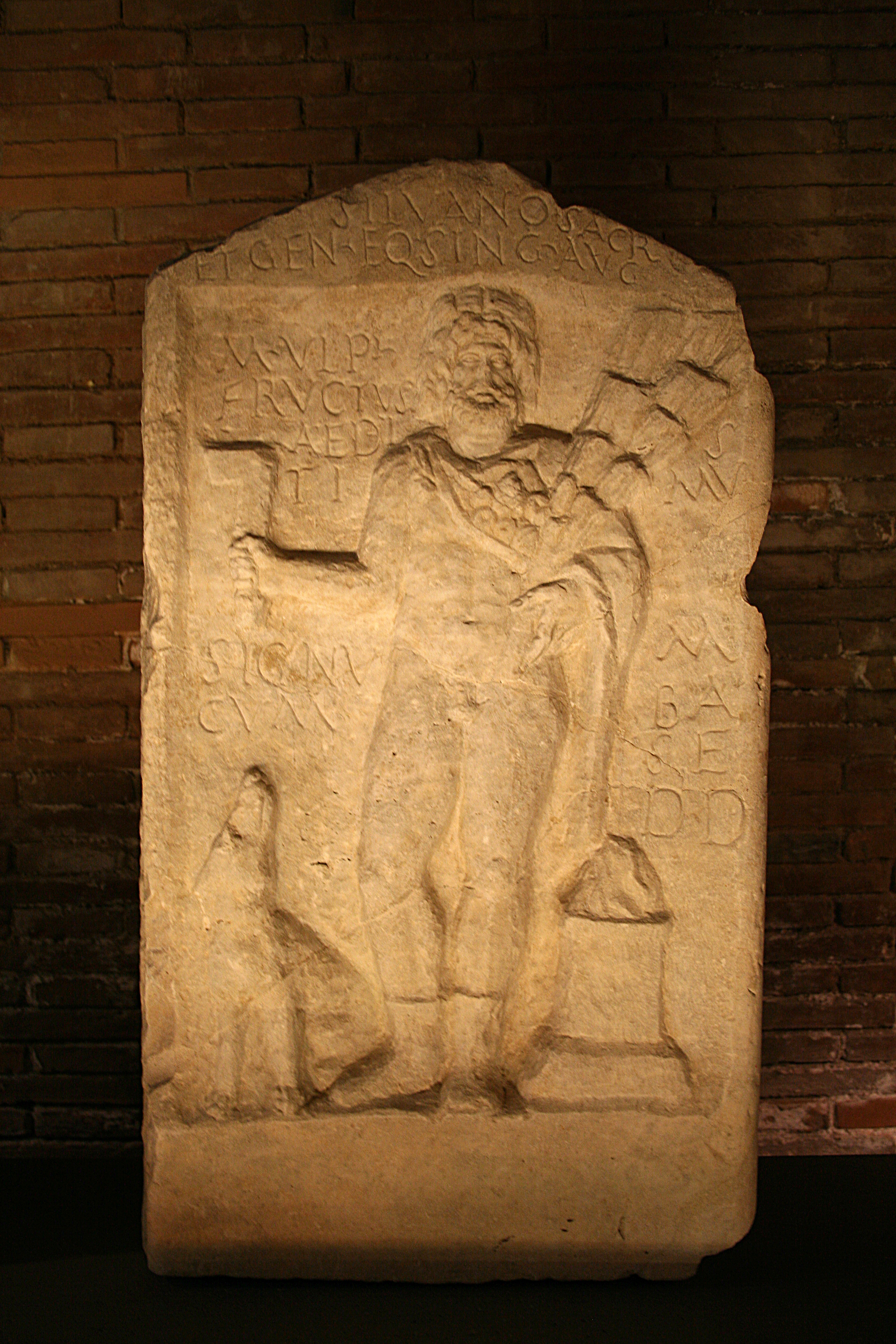
Autel orné d'un bas-relief représentant Sylvanus. - Marbre, œuvre romaine.

Comme celui des de Lares, son culte peut être assuré par n'importe quel membre de la familia, homme libre ou esclave, de nombreux témoignages épigraphiques attestant la dévotion d'esclaves ou la reconnaissance d'affranchis à Sylvanus. Comme à Vertumne, on lui offre des fruits de l'année nouvelle ou encore les paysans lui versent du lait lors des moissons.
Le culte rural de Sylvanus est pratiqué pour protéger le bétail. À l'époque de la République, son rite n'est décrit que par Caton qui associe Sylvanus à Mars. Il est notamment réalisé en forêt avec des offrandes de céréales, de graisse, de viande et de vin. À l'époque impériale, Sylvanus est vénéré comme le protecteur du bétail et des bergers comme le confirment les inscriptions dressées par les saltuarii « forestiers ».
Au fil du temps, le domaine de Sylvanus s’est étendu à d’autres domaines, comme la protection des frontières, fonction initialement associée à la divinité Terminus. Une véritable expansion se produit lorsque Sylvanus est transposé dans les provinces, où il se confond avec de nombreuses divinités locales des populations autochtones. À cette époque, diverses sources semblent impliquer que Sylvanus s'est vu offrir différentes sortes de sacrifices, du cochon et du lait à l'agneau et au chevreau.

## Comparatisme
Selon Nečas et Vuković, Faunus et Sylvanus doivent être considérés comme deux aspects différents de ce qui était à l’origine une seule et même divinité. Leurs similitudes évidentes se retrouvent dans toute la tradition romaine et sont énumérées comme preuve de leur identité commune par plusieurs chercheurs. Faunus et Sylvanus se chevauchent grandement dans leur fonction divine. Tous deux sont perçus comme des dieux de la nature sauvage, étroitement associés aux bergers et invoqués pour protéger le bétail. La différence se situe dans leur culte, Faunus ayant généralement un culte urbain et public, et Sylvanus ayant un culte privé, majoritairement rural, qui fut ensuite transposé dans les provinces romaines. 
Plus tard, l'interpretatio romana associait les deux divinités au dieu grec Pan.
Les sylvains sont aussi un peuple sylvestre « assimilé » aux Alfars de la mythologie germanique, ou bien aux Dusii celtiques, voire aux faunes. En tant que protecteur des limites de la ferme, Sylvanus a pour équivalent celte les dusii (Duses).
On assimile le dieu celte Sucellos à Sylvanus. Par contre, il ne semble pas y avoir de connexion avec le compagnon des satyres Silène.

## Postérité
Thomas d'Aquin, théologien chrétien, évoque les sylvains dans la Somme théologique, au chapitre des anges, question 51, art. III : « Beaucoup assurent avoir expérimenté, ou avoir entendu dire par ceux qui l'avaient expérimenté, que les sylvains et les faunes (ceux que le vulgaire appelle incubes) se sont souvent présentés à des femmes et ont consommé l'union avec elles ; aussi bien, vouloir le nier serait de l'impudence. »